# Pterochloroides persicae
Pterochloroides persicae är en insektsart som först beskrevs av Cholodkovsky 1899.  Pterochloroides persicae ingår i släktet Pterochloroides och familjen långrörsbladlöss. Inga underarter finns listade i Catalogue of Life.